# Хейт-Ашбъри
Хейт-Ашбъри (Haight-Ashbury) е квартал в град-окръг Сан Франциско, щата Калифорния, САЩ. Хейт-Ашбъри е известен с това, че става епицентъра на хипи-движението през 60-те години на 20 век. Имената на квартала идват от Хенри Хънтли Хейт, губернатор на Калифрония през 70-те години на 19 век и един от градските съветници по това време Г-н Ашбъри.

## Галерия
Снимки от квартала:
- Пресечката на улиците „Хейт“ и „Ашбъри“ от които идва името на квартала, друг ъгъл.
- Амоеба Мюзик, известен музикален магазин на ул. „Хейт“.